# ¡Leche con carne!
¡Leche con carne! è il terzo album studio della band skate punk No Use for a Name, il primo pubblicato con la Fat Wreck Chords, senza considerare l'EP The Daily Grind pubblicato nel 1993.

## Tracce
1. Justified Black Eye
2. Couch Boy
3. Soulmate
4. 51 Days
5. Leave It Behind
6. Redemption Song (Bob Marley cover)
7. Straight from the Jacket
8. Fields of Agony
9. Fatal Flu
10. Wood
11. Alone
12. Exit

Alla fine di "Exit", dopo tre minuti di silenzio, è presente un medley di cover di canzoni di autori vari.
Questo medley include 10 brani:
- "Just What I Needed"
- "Basket Case"
- "Words"
- "The Metro"
- "Space Oddity"
- "Mickey"
- "My Sharona"
- "We're Not Gonna Take It"
- "Hit Me With Your Best Shot"
- "Owner Of A Lonely Heart"
- "Walk This Way"

## Formazione
- Tony Sly - voce, chitarra
- Ed Gregor - chitarra
- Steve Papoutsis - basso
- Rory Koff - batteria